# 1884 en Grèce
Chronologie de la Grèce
- 1880
- 1881
- 1882
- 1883
- 1884
- 1885
- 1886
- 1887
- 1888

Cette page concerne les évènements survenus en 1884 en Grèce  :

## Évènement
- Mission militaire française en Grèce (1884-1887)
- Mission navale française en Grèce (1884-1890)

## Création
- Chemin de fer de Thessalie (el).
- Hôpital Evangelismós

## Naissance
- Athanasios Argyropoulos (d) (1884-1939), compositeur.
- Ángelos Sikelianós, écrivain.
- Aimílios Veákis (el), acteur.

## Décès
- Geórgios Margarítis (el), peintre.
- Dimítrios Pandazís (el), archéologue.